# 狭叶小黄藓
狭叶小黄藓（学名：Daltonia angustifolia）为油藓科小黄藓属下的一个种。